# Hubert Pala
Hubert Stefan Pala (ur. 4 września 1933 w Chorzowie, zm. 5 września 2007 w Hamm) – polski piłkarz występujący na pozycji napastnika i obrońcy, reprezentant Polski w 1960 roku, olimpijczyk, trener.

## Kariera

### Klubowa
Pala był wychowankiem Azotów Chorzów. W 1950 roku trafił do Ruchu Chorzów w wyniku fuzji do jakiej doszło z jego macierzystym klubem. W „Niebieskich” zadebiutował 31 maja 1953 roku w wygranym 5:0 meczu z Gwardią Warszawa, zaś pierwszą bramkę strzelił 14 czerwca 1953 roku w zwycięskim 2:0 spotkaniu z Lechem Poznań. W sezonie 1953 Pala święcił z drużyną zdobycie tytułu mistrza Polski, jednak nie dokończył rozgrywek w jego barwach ze względu na powołanie do wojska i oddelegowanie do Legii Warszawa. W nowym zespole zadebiutował 15 listopada 1953 roku w wygranym 1:2 pd. meczu ze Ślęzą Wrocław, natomiast pierwszego gola zdobył w zwycięskim 4:2 spotkaniu z rezerwami Legii. Oba spotkania były rozegrane w ramach Pucharu Polski. „Wojskowych” reprezentował do 1955 roku, jednak ze względu na kontuzję ścięgna Achillesa przez blisko dwa lata nie pojawił się na boisku. Następnie został zawodnikiem Wawela Kraków, po czym w 1956 roku wrócił do Ruchu i reprezentował go przez osiem lat. W sezonie 1956 Pala został wicemistrzem Polski, natomiast w sezonie 1960 święcił drugi tytuł mistrzowski w swojej karierze. W latach 1963–1964 Pala grał w Rakowie Częstochowa, zaś karierę piłkarską zakończył w Błękitnych Kielce, dla których występował w 1965 roku.

### Reprezentacyjna
Pala był reprezentantem Polski w 1960 roku. Wystąpił w tym czasie w trzech meczach. Zadebiutował w kadrze prowadzonej przez selekcjonera Czesława Kruga 26 czerwca 1960 roku wygranym 4:0 spotkaniu towarzyskim z Bułgarią. Pala zagrał w 1960 roku na Letnich Igrzyskach Olimpijskich w Rzymie. Wystąpił we wszystkich trzech meczach grupowych przeciwko reprezentacji: Tunezji, Dani i Argentyny.

### Trenerska
Po zakończeniu kariery piłkarskiej Pala został trenera. Dwukrotnie w tym czasie prowadził Ruch Chorzów. W sezonie 1968/1969 prowadził drużynę w duecie z Eugeniuszem Pohlem. W roli szkoleniowca zadebiutował 11 maja 1969 roku w wygranym 2:0 meczu ze Stalą Rzeszów. W sezonie 1970/1971 Pala prowadził Ruch jako samodzielny trener w jednym spotkaniu ligowym oraz dwóch o Puchar Polski.

## Statystyki

### Klubowe
| Sezon     | Klub           | Liga   | Liga krajowa | Liga krajowa |
| --------- | -------------- | ------ | ------------ | ------------ |
| Sezon     | Klub           | Liga   | Mecze        | Bramki       |
| 1953      | Ruch Chorzów   | I Liga | 12           | 6            |
| 1953      | Legia Warszawa | I Liga | 0            | 0            |
| 1954      | Legia Warszawa | I Liga | 1            | 0            |
| 1955      | Legia Warszawa | I Liga | 0            | 0            |
| 1956      | Ruch Chorzów   | I Liga | 19           | 5            |
| 1957      | Ruch Chorzów   | I Liga | 9            | 1            |
| 1958      | Ruch Chorzów   | I Liga | 18           | 5            |
| 1959      | Ruch Chorzów   | I Liga | 21           | 5            |
| 1960      | Ruch Chorzów   | I Liga | 22           | 0            |
| 1961      | Ruch Chorzów   | I Liga | 5            | 0            |
| 1962      | Ruch Chorzów   | I Liga | 1            | 0            |
| 1962/1963 | Ruch Chorzów   | I Liga | 2            | 0            |
| Razem     | Razem          | Razem  | 110          | 23           |

### Reprezentacyjne
| 1.           | 26.06.1960 | Chorzów, Polska | Bułgaria  | 4:0 | towarzyski |
| 2.           | 26.08.1960 | Rzym, Włochy    | Tunezja   | 1:6 | IO 1960    |
| 3.           | 29.08.1960 | Livorno, Włochy | Dania     | 2:1 | IO 1960    |
| nieoficjalny | 01.09.1960 | Neapol, Włochy  | Argentyna | 2:0 | IO 1960    |

### Trenerskie
| 1968/1969 | Ruch Chorzów | I Liga | 7 | 5 | 1 | 1 | 71.4 |
| 1970/1971 | Ruch Chorzów | I Liga | 1 | 0 | 0 | 1 | 0    |